# Srŏk Svay Ântôr
Srŏk Svay Ântôr är ett distrikt i Kambodja.   Det ligger i provinsen Prey Veng, i den södra delen av landet, 60 km öster om huvudstaden Phnom Penh.